# 被告

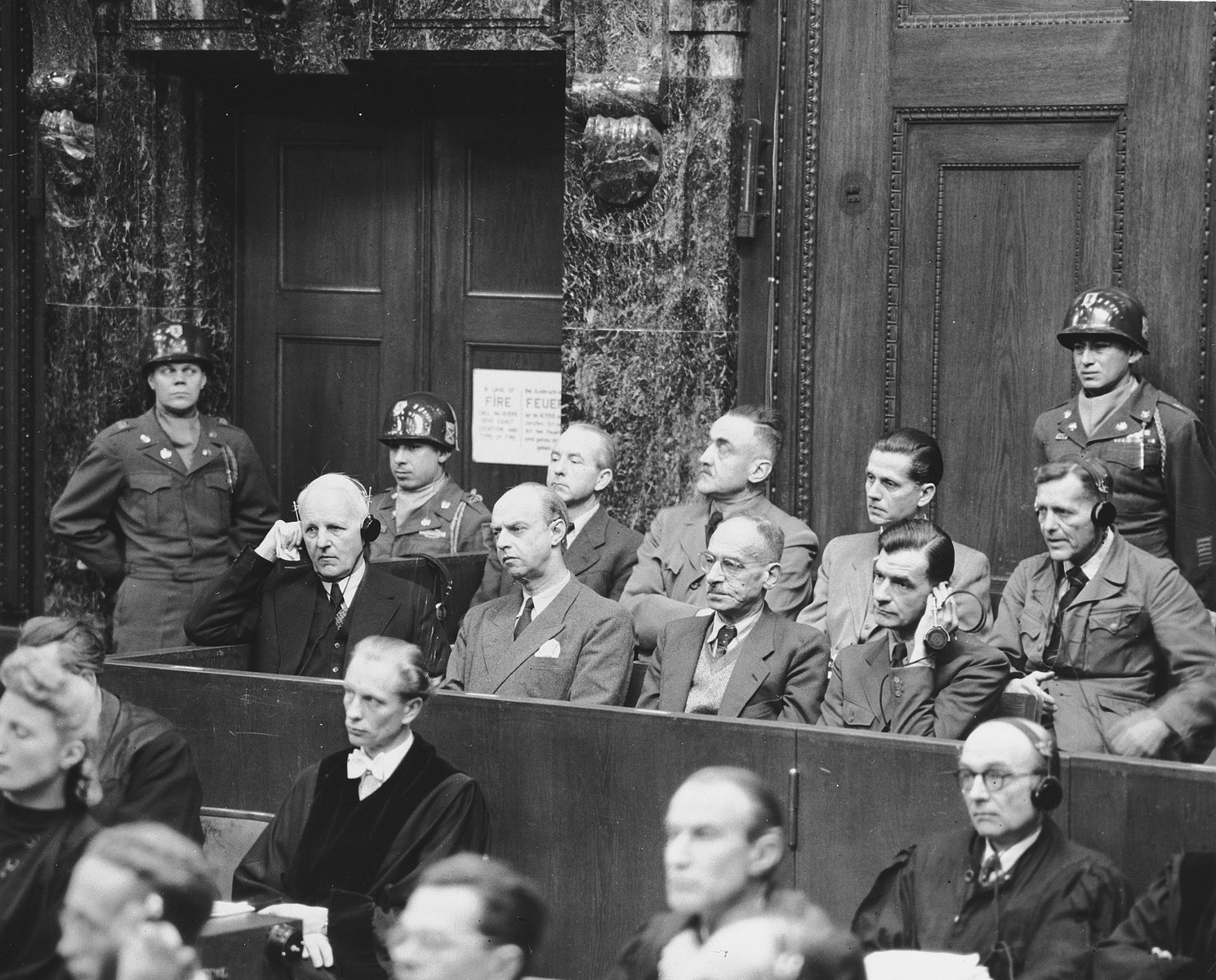
紐倫堡大審的被告席

被告（英語：defendant）是訴訟主體之一，屬於被動進入訴訟的一方当事人，與原告合稱兩造。被告和原告乃僅存在於第一審的用詞，如果上訴到第二審以上，兩造當事人會改稱「上訴人」與「被上訴人」。在法庭中，被告席的位置通常位於法官的右側。

## 民事訴訟
在民事诉讼中，被告是指與原告處於對立面的当事人，通常其訴訟主張（答辯）會與原告相反。原告與被告於审判中皆居於同等的地位，均得聲請法院調查證據或傳喚證人。
不過並非所有的自然人或法人、法人團體等皆能夠成為民事訴訟的被告，民事訴訟法對於訴訟當事人的資格有一定規範，稱為「當事人適格」。當事人適格屬於程序事項，一旦當事人不適格即會遭到法院裁定駁回，而不會進入實體審理。而當事人適格與否則與實體法的規定有關，被告需為實體法上負有義務的法律主體，才能享有訴訟實施權，即接受本案判決的資格。例如，成年人甲竊取A之財物，A卻向甲的母親乙起訴請求損害賠償；此時由於乙並非侵权行为人，依法不負賠償義務，且甲亦已成年而不負連帶賠償責任，故乙不具被告適格，A的起訴將會被駁回。

## 刑事訴訟
刑事訴訟的「被告」是指涉嫌犯罪而受刑事追訴之人，在偵查階段與檢察官並不處於對等地位，但基於訴訟武器平等原則，國家不得剝奪被告委請律師辩护的权利。刑事程序中的被告受到「无罪推定原则」和「不自證己罪原則」的保護，享有緘默權、聽審權和閱卷權等權利；而檢察官則負有實質的舉證責任，若其無法證明被告確有犯行，法院即必須判決被告無罪。